# Suzannah Dunn
Suzannah Dunn es una escritora británica especializada en novela histórica.

## Vida y carrera
Nacida en Londres y criada en el pueblo de Northaw, condado de Hertfordshire (Inglaterra), ha vivido durante casi una veintena de años en Brighton (condado de East Sussex) y reside actualmente en el condado de Shropshire.
Obtuvo un máster en escritura creativa por la Universidad de East Anglia.
Ha dedicado gran parte de su vida profesional a la enseñanza, dando charlas e impartiendo clases sobre escritura creativa. Durante siete años ha sido directora del programa relativo a esta materia de la Universidad de Mánchester y ha participado como invitada y especialista en escritura creativa en el programa Richard and Judy de la cadena británica Channel 4.
Es autora de una decena de novelas, siendo la más reciente The Queen's Sorrow, sobre la vida de la primera reina regente de Inglaterra, María I, apodada Bloody Mary.

## Obra

### Novelas
- The Queen's Sorrow. HarperPress, 2008. ISBN 0007258275, editado en España con el título La tristeza de la reina por Algaida (ISBN 978-84-9877-193-0).
- The Sixth Wife. HarperPress, 2007. ISBN 000723242X
- The Queen of Subtleties: A Novel of Anne Boleyn. Flamingo, 2004. ISBN 0007139373
- Commencing Our Descent. Flamingo, 1999. ISBN 0002256541
- Venus Flaring. Flamingo, 1996. ISBN 0002254077
- Past Caring. Flamingo, 1995.
- Blood Sugar. Flamingo, 1994. ISBN 0006547079
- Quite Contrary. Sinclair-Stevenson Ltd, 1991. ISBN 1856190420

### Relato
- Tenterhooks. Flamingo, 1998. ISBN 0002256533
- Darker Days Than Usual. Serpent's Tail, 1990. ISBN 185242172X

### Antologías
- New Writing. Ed. Malcolm Bradbury y Judy Cooke. Minerva, 1992. ISBN 0749399139
- Present Laughter. Ed. Malcolm Bradbury. Weidenfeld and Nicolson, 1994. ISBN 0297814850
- Sex and the City. Ed. Marsha Rowe. Serpent's Tail, 1989. ISBN 1852421657
- Class Work. Ed. Malcolm Bradbury. Hodder and Stoughton. ISBN 0340649356